# Камп Хил (Пенсилванија)
Камп Хил (енгл. Camp Hill) град је у америчкој савезној држави Пенсилванија.

## Демографија
По попису из 2010. године број становника је 7.888, што је 252 (3,3%) становника више него 2000. године.
| Група             | 2000.         | 2010.         |
| Белци             | 7.284 (95,4%) | 6.891 (87,4%) |
| Афроамериканци    | 27 (0,4%)     | 141 (1,8%)    |
| Азијати           | 172 (2,3%)    | 530 (6,7%)    |
| Хиспаноамериканци | 83 (1,1%)     | 211 (2,7%)    |
| Укупно            | 7.636         | 7.888         |